# Turó d'en Bessa
El Turó d'en Bessa és una muntanya de 1.393 metres que es troba entre els municipis del Brull i de Viladrau, a la comarca d'Osona.